# ストレッカー分解
ストレッカー分解（ストレッカーぶんかい、Strecker degradation）とは、ドイツの化学者のアドルフ・ストレッカーが研究した、メイラード反応の副反応として起こる反応のことである。α-ジカルボニル化合物とα-アミノ酸が反応し、アルデヒドやピラジンを生成する反応をさす。この反応の結果、食品に特有の香気を生じさせる。

## 反応過程
1. α-ジカルボニル化合物とα-アミノ酸が脱水縮合し、縮合物を生じる。
2. 縮合物が酸化的脱炭酸を受け、炭素数の1つ少ないアルデヒドとアミノレダクトンを生成する。
3. 2分子のアミノレダクトンが縮合し、ピラジンを生成する。

厳密には上の2つがストレッカー分解反応であるが、3番目の反応でチョコレート臭やポテト臭、コーヒー臭などの香気成分を生じる。